# Ticida
Cecyliusz Ticida (łac. Caecilius Ticida) – poeta łaciński żyjący w I wieku p.n.e., przynależny do grona neoteryków, przyjaciel Katullusa. 
Poeta pochodził prawdopodobnie (jak większość neoteryków) z Galli przedalpejskiej, posiadał posiadłość w Novum Comum. Nosił zapewne imię Aulus (zgodnie z przekonaniem filologa francuskiego H. Bardona) lub Attius (według K. T. Witczaka). Jego bliskim krewnym był Lucjusz (Cecyliusz) Ticida, oficer armii Gajusza Juliusza Cezara.   
W swojej poezji Ticida opiewał ukochaną Metellę, prawdopodobnie córkę namiestnika Galii Przedalpejskiej Kwintusa Cecyliusza Metellusa Celera, pod greckim pseudonimem Perilla, co potwierdzają tak wielcy twórcy rzymscy jak Owidiusz (Tristia II 433-438) i Apulejusz (Apologia 10). Napisał poemat o bogini Magna Mater, wychwalany przez Katullusa (c. XXXV). Jego przyjaciel zapraszał go do siebie do Werony i wychwalał jego ukochaną, która znała się na poezji, sama potrafiła tworzyć i oceniać prawdziwą poezję. 
Zachowały się 3 fragmenty poetyckie Cecyliusza Ticidy. Jeden fragment jest urywkiem z pieśni weselnej (epitalamium), wychwalającym "szczęśliwe łóżeczko" (łac. felix lectulus). Drugi jest pochwałą poematu "Lydia" autorstwa innego neoteryka Publiusza Waleriusza Katona.  
Trzeci fragment pochodzi z jakiegoś nieznanego poematu, który był prawdopodobnie naśladownictwem utworu hellenistycznego.  